# Сајбер-утопизам
Сајбер-утопизам је уверење да је онлајн комуникација еманципаторска и да интернет фаворизује угњетане, а не угњетача. То уверење је присутно од почетка интернета и већ је 1995. године предмет критике колектива Critical Art Ensemble. Утопијски погледи на сајбер простор знатно су изгубили на значају пуцањем „dot-com“ балона; међутим, таква гледишта поново су се појавила у периоду 2000–2010. године. Даглас Рашкоф примећује да, „идеје, информације и апликације које се сада пласирају на интернет страницама широм света користе транспарентност, употребљивост и доступност чије је пружање било сврха интернета“.
Међутим, пораст цензуре и надзора на Интернету и сајбер суверенитета широм света довео је до све већег броја „сајбер скептика“, који тврде да су репресивне владе сада у стању да прилагоде своје тактике како би одговориле на претње употребом технологије против опозиционих покрета. Евгениј Морозов је 2011. године у својој књизи објављеној исте године под називом Обмана мреже: Мрачна страна слободе на Интернету (енгл. Net Delusion: The Dark Side of Internet Freedom) критиковао улогу сајбер-утопизма у глобалној политици;  наводећи да је то уверење наивно и тврдоглаво, те да ствара простор за ауторитарну контролу и праћење. Морозов примећује да су „бивши хипији“ 1990-их година били одговорни за настанак овог погрешног утопијског уверења: „Сајбер-утописти су амбициозно кренули у изградњу нових и бољих Уједињених нација, да би на крају добили дигитални Cirque du Soleil“.

## Порекло: Калифорнијска идеологија
Калифорнијска идеологија је скуп уверења која комбинују боемске и анти-ауторитарне ставове контракултуре 1960-их са техно-утопизмом и подршком неолибералним економским политикама. Неки сматрају да су ова уверења била карактеристична за културу ИТ индустрије у Силицијумској долини и на западној обали Сједињених Држава током „dot-com“ бума 1990-их. Адам Кертис то повезује са објективистичком филозофијом Ајн Ранд. Таква идеологија дигиталног утопизма подстакла је прву генерацију пионира Интернета.

## Даље критике
У последњих неколико деценија позитивна тумачења интернета су предмет критике. Малком Гладвел је 2010. аргументовао своје сумње у погледу еманципаторских и оснажујућих квалитета друштвених медија у чланку у часопису „Њујоркер“. Гладвел у чланку критикује Клеја Ширкија због пропагирања и прецењивања револуционарног потенцијала друштвених медија: „Ширки овај модел активизма сматра одређеним напретком. Међутим, он једноставно представља облик организовања који фаворизује слабе везе које нам дају приступ информацијама у односу на снажне везе које нам помажу да истрајемо када се суочимо са опасношћу“.
Такође се повлаче паралеле између сајбер-утопизма и секуларне религије за постмодерни свет, а Ендру Кин је 2006. написао да је Веб 2.0 „велики утопијски покрет“ сличан „комунистичком друштву“ како га је описао Карл Маркс.

## Сродне утопије
Сајбер-утопизам сматран је дериватом Екстропијанизма,у којем је крајњи циљ учитавање људске свести на интернет. Реј Курцвајл посебно у Добу духовних машина (енгл. Тhe Age of Spiritual Machines) пише о облику сајбер-утопизма познатом као Сингуларитет; у којем ће технолошки напредак бити тако брз да ће живот постати искуствено другачији, неразумљив и напредан.

## Сајбер-дистопија
У августу 2007. године Дејвид Нај је представио идеју сајбер-дистопије, која предвиђа свет који је постао гори због технолошког напретка. Сајбер-дистопијски принципи се фокусирају на то да појединац губи контролу, постаје зависан и није у стању да заустави промене. Нај описује друштво у којем елита користи технологију за угњетавање и контролу народних маса. Он такође представља технологију као облик лажне наде, која обећава успех и промене, али изазива бол и непријатност када се тај циљ не постигне.
Ненси Бејм, у својој књизи Личне везе (енгл. Personal Connections), говори о томе како би сајбер-дистопија негативно утицала на социјалне интеракције: „нови медији ће људе удаљити од њихових интимних односа, јер посредованим односима или чак самом употребом медија замењују интеракције лицем у лице“. ‍:36 Бејм упоређује ову врсту дистопијског страха са страхом присутним у време увођења ранијих технологија (нпр. телевизора, телефона, итд.), јер су људи тада такође били забринути да ће такве технологије заменити значајне односе. ‍:28–36
Дистопијски гласови Ендруа Кина, Џарона Ланира и Николаса Кара тврде да друштво у целини тренутно жртвује нашу људскост култу сајбер-утопизма. Ланир га посебно описује као „апокалипсу одустајања од себе“ и да „свест покушава да снагом воље избрише сопствено постојање“; упозоравајући да придавањем већег значаја већини или гомили, умањујемо значај индивидуалности. Слично томе, Кин и Кар пишу да постоји опасан менталитет руље који преовлађује на интернету; јер, уместо да ствара више демократије, интернет оснажује владавину руље. Уместо да постигне социјалну једнакост или утопизам, интернет је створио културу воајеризма и нарцизма у чијем се центру налази селфи (енгл. selfie) .
Николас Кар у Стакленом кавезу (енгл. The Glass Cage) наводи да „преовлађујуће методе рачунарске комуникације и координације у великој мери гарантују да ће улога људи наставити да се смањује. Осмислили смо систем који нас чини сувишнима“.

## Политичка употреба
Сајбер-утопијски дискурси коришћени су у политичком контексту, посебно од стране Пиратских партија. У Италији Покрет пет звезда у великој мери користи сајбер-утопијску реторику, обећавајући директну демократију и боље еколошке прописе путем Веба.